# Болоньини, Мауро
Ма́уро Болоньи́ни (итал. Mauro Bolognini; 28 июня 1922, Пистоя, Тоскана — 14 мая 2001[…], Рим) — итальянский режиссёр театра и кино.

## Биография

### Студенческие годы
Изначально Мауро не собирался посвящать себя кинематографу, поступив изучать архитектуру в университете Флоренции и получив степень магистра. После окончания Второй мировой войны, когда во всём мире было необычайно популярно итальянское кино, возрождённое мастерами неореализма, он, переполненный впечатлениями от увиденных неореалистических картин, поступил в Экспериментальный центр кинематографии в Риме, где изучал сценографию. 
Как малоимущий студент, Болоньини снимал квартиру на троих: его соседями по квартире были Франко Дзеффирелли (ставший впоследствии знаменитым режиссёром театра и кино, известным у нас главным образом по экранизациям Шекспира «Укрощение строптивой», 1967, с Элизабет Тейлор и Ричардом Бартоном и «Ромео и Джульетте», 1968), и Пьеро Този (в дальнейшем — один из самых выдающихся художников по костюмам в театре и кино, работавший на фильмах Лукино Висконти, Витторио Де Сика, Лилианы Кавани, ну и естественно на фильмах своих друзей по учёбе Франко Дзеффирелли и Мауро Болоньини). Будущие знаменитости, а тогда три бедных студента делили всё, что имели. Дзеффирелли вспоминает: «Можно было принести пасту, второй принесёт салат, другой вино или хлеб, всегда было чем наесться…»

### Карьера в кино
После окончания киноцентра Болоньини работал ассистентом режиссёра у классика неореализма Луиджи Дзампа на фильмах «Трудные годы» (1948), «Ударить в набат» (1949) и «Процесс над городом» (1952). 
Болоньини провёл также год во Франции, ассистируя Жану Деланнуа на съёмках фильма «Минута истины» (1952) и Иву Аллегре на кинокартине «Кожаный нос» (1952). Когда Болоньини дебютирует самостоятельной постановкой («Мы находимся в галерее», 1953), неореализм будет мёртв, «убитый частично неприятием публики из-за его мрачности, частично итальянским правительством из-за показа неприглядной Италии, где люди бедны и на улицах грязь». Кроме того у государства теперь была власть отмены лицензии на экспорт любого итальянского фильма, который мог быть заподозрен в клеветническом отношении к нации. Новое направление, поддерживаемое на официальном уровне и взятое на вооружение итальянскими кинопродюсерами — так называемый «Розовый неореализм», в котором действие разворачивается как и в неореалистическом кино в среде простых бедных людей, но сглажены социальные конфликты, а драматическая тональность фильмов неразделимо связана с комедийной интонацией и киноленты всё более легковесны. Первый международный успех Болоньини, как режиссёра связан с поставленным им фильмом «Влюблённые» (1955), вполне в духе «розового неореализма». Однако кинолента не так проста, как кажется с первого взгляда и некоторые находки автора (как например ключевая сцена ночных танцев в рабочем квартале) будут заимствованы и цитированы в некоторых работах Висконти и Феллини. «Влюблённые» побывали в номинации на «Золотую пальмовую ветвь» Каннского кинофестиваля 1956 года и были отмечены премией итальянских критиков и журналистов «Серебряная лента» за сценарий.
В конце 1950-х Мауро сблизился с Пьером Паоло Пазолини. Хотя у них были общие интересы — Болоньини, как и Пазолини, был гомосексуален, — в творчестве их многое разделяло: Болоньини — скрупулёзный эстет, Пазолини — пророк сырого реализма и шока (более открытый Пазолини никогда не скрывал своей гомосексуальности, более сдержанный Болоньини никогда не распространялся о своей личной жизни). Возможно по этой причине, каждый из них благотворно воздействовал на другого в творческом плане, что и вылилось в их совместных работах. Правда их первая совместная работа была неудавшейся. Это был фильм «Мариза-кокетка» (1957), попытка сделать звездой итальянскую старлетку Марису Алласио, эдакую итальянскую Джейн Мэнсфилд, секс-символ молодого поколения итальянцев 1950-х. Пьер Паоло Пазолини был одним из авторов сценария и автором сюжета, как и в последующих их совместных работах. Второй фильм «Молодые мужья» (1958) стал более удачным проектом, но потребовался ещё год для того, чтобы совместная работа Болоньини и Пазолини получила настоящее одобрение публики. Фильм «Бурная ночь» (1959) имел огромный успех и на фестивалях, среди критиков, получив «Серебряную ленту» за лучший оригинальный сценарий. Впоследствии неоднократно фильм цитировался и другими кинематографистами. Так «Бурная ночь» в значительной степени повлияла на вышедший годом позже фильм Феллини «Сладкая жизнь» (1960), хотя это мало кто признаёт сегодня. Или например сцена в ресторане, которую спустя четверть века почти дословно скопирует Серджо Леоне в своём фильме «Однажды в Америке» (1984).
Следующая кинокартина тандема Болоньини-Пазолини «Красавчик Антонио» (1960) с участием Марчелло Мастроянни и Клаудии Кардинале также оказалась весьма успешной и удостоилась гран-при МКФ в Локарно. Вместе они сделают в дальнейшем ещё один фильм «Глупый день» (1960, сценарий Пазолини по роману Альберто Моравиа), и пути их разойдутся, потому что Пазолини сам дебютирует в 1961 году в режиссуре (фильм «Аккатоне») и свои последующие сценарии будет воплощать на экране самостоятельно.
В 1962 году Мауро Болоньини снял один из наиболее значительных своих фильмов — тонкую психологическую драму «Дряхлость» (по раннему роману знаменитого итальянского писателя Итало Звево, с трудом поддающемуся переводу на язык кино). Болоньини удостоился премии МКФ в Сан-Себастьяне за режиссуру.
В дальнейшем режиссёр проявил себя как вдумчивый и тонкий мастер экранизаций произведений итальянской литературы: «Ла Виачча» (1961, по роману М. Пратези, с участием Жана-Поля Бельмондо и Клаудии Кардинале), «Агостино» (1962, по роману Альберто Моравиа), «Прекрасный ноябрь» (1967, по Э. Патти), «Абсолютное естество» (1969, по Г. Паризе), «По древним ступеням» (1975, по М. Тобино, премия МКФ в Локарно), «Наследство Феррамонти» (1976, по Г. К. Келли). Экранизировал также французских авторов: «Мадемуазель де Мопен» (1965, по роману Теофиля Готье, премия МКФ в Сан-Себастьяне за режиссуру), «Бубу» (1970, по Ш. Л. Филиппу).
Одним из наиболее полемичных фильмов режиссёра является «Либера, любовь моя» (1975, с участием Клаудии Кардинале), антифашистская картина о женщине, которой предстоит вынести годы лишения в период правления Муссолини.
Будучи близок к левым кругам итальянской интеллигенции, Болоньини не мог остаться в стороне и экранизировал соцреалистический роман Васко Пратолини «Метелло» (1969, премия «Давид» Донателло, премия «Золотой Глобус» лучшему иностранному фильму в США, номинация на «Золотую пальмовую ветвь» Каннского кинофестиваля) о зарождении рабочего движения в Италии. Этот фильм был показан в рамках VII Московского международного кинофестиваля, затем успешно прошёл в прокате СССР. Советский критик Г. Д. Богемский писал, что картина представляет собой «широкое полотно народной жизни начала нашего века, носящее многие специфически итальянские черты. Фильм, как и роман, лиричен, проникнут духом своеобразного народничества — наивного и сентиментального. Необычна для фильма на „рабочую“ тему сама его стилистика: фильм очень живописен, краски его нежны и мягки».
Демонстрировался в советском кинопрокате и фильм «Подлинная история дамы с камелиями» (1980, экранизация романа Александра Дюма-сына с Изабель Юппер в главной роли). Последним поставленным фильмом режиссёра стала эротическая драма «Мужья и любовники» (1991).
…Я считаю Мауро Болоньини крупнейшим режиссёром. Это человек редких профессиональных способностей, высочайшей культуры и тонкого вкуса. Не говорю уже о том, что он мой друг, чуткий и искренний.

### Карьера в театре
В 1960-е годы режиссёр проявил интерес и к театру, поставив ряд пьес и опер на итальянской сцене. Его дебют в театральной режиссуре состоялся в 1964 году постановкой оперы Джузеппе Верди «Эрнани» в театре «Массимо» в Палермо (тенор — Марио дель Монако), в том же году поставил в Римском оперном театре «Тоску» Джакомо Пуччини и многие другие. В 1972 году в миланской «Ла Скале» им была поставлена опера «Норма» Винченцо Беллини и в 1975 году он ту же постановку осуществит на сцене Большого театра в Москве. Затем будут постановки «Аиды» Джузеппе Верди в театре «Ла Фениче» в Венеции (1978), «Мальчик-с-пальчик» Ханса Вернера Хенце в Poliziano opera в Монтепульчано (1995) и др. Болоньини поставил также ряд драматических спектаклей различных авторов, таких как Эдуардо Де Филиппо, Луиджи Пиранделло, Вильям Шекспир, Гарольд Пинтер, Юджин О'Нил и др.
Мауро Болоньини ушёл из жизни в 2001 году в возрасте 78 лет, за два года до этого получив Специальную премию «Давид» Донателло за творческую карьеру.

## Фильмография
| Режиссёрские работы | Режиссёрские работы                                                   | Режиссёрские работы                               | Режиссёрские работы                                            | Режиссёрские работы                                                  |                                                                        |
| Год                 | Русское название                                                      | Оригинальное название                             | Исполнители главных ролей                                      | Примечание                                                           |                                                                        |
| ------------------- | --------------------------------------------------------------------- | ------------------------------------------------- | -------------------------------------------------------------- | -------------------------------------------------------------------- | ---------------------------------------------------------------------- |
| 1950-е годы         |                                                                       |                                                   |                                                                |                                                                      |                                                                        |
| 1953                | Мы находимся в галерее                                                | Ci troviamo in galleria                           | Нилла Пицци, Карло Дапорто, Софи Лорен                         | + соавтор сценария                                                   |                                                                        |
| 1954                | Мушкетёры королевы                                                    | I cavalieri della regina                          | Джеффри Стоун, Пол Кэмпбелл, Марина Берти                      | + соавтор сценария                                                   |                                                                        |
| 1955                | Золотая жила                                                          | La vena d’oro                                     | Марта Торен, Ричард Бейсхарт, Теренс Хилл                      | + соавтор сценария                                                   |                                                                        |
| 1955                | Влюблённые                                                            | Gli innamorati                                    | Антонелла Луальди, Франко Интерленги, Нино Манфреди            | + соавтор сценария, премия «Серебряная лента» за сценарий            |                                                                        |
| 1956                | Три мушкетёра (ТВ мини-сериал)                                        | I tre moschettieri                                | Джеффри Стоун, Пол Кэмпбелл, Доун Аддамс                       | + соавтор сценария                                                   |                                                                        |
| 1956                | Гвардия, гвардейцы и бригадный генерал                                | Guardia, guardia scelta, brigadiere e maresciallo | Альберто Сорди, Пеппино Де Филиппо, Альдо Фабрици              |                                                                      |                                                                        |
| 1957                | Мариза—кокетка                                                        | Marisa la civetta                                 | Мариза Аллазио, Ренато Сальватори, Франсиско Рабаль            | + соавтор сценария                                                   |                                                                        |
| 1958                | Молодые мужья                                                         | Giovani mariti                                    | Жерар Блен, Антонио Чифарелло, Антонелла Луальди, Раф Маттиоли | + соавтор сценария; премия Каннского МКФ за сценарий                 |                                                                        |
| 1959                | Бурная ночь                                                           | La notte brava                                    | Розанна Скьяффино, Лоран Терзиефф, Эльса Мартинелли            | премия «Серебряная лента» за сценарий                                |                                                                        |
| 1959                | Вертись сам!                                                          | Arrangiatevi!                                     | Тото, Пеппино Де Филиппо, Лаура Адани                          |                                                                      |                                                                        |
| 1960-е годы         |                                                                       |                                                   |                                                                |                                                                      |                                                                        |
| 1960                | Красавчик Антонио                                                     | Il bell’Antonio                                   | Марчелло Мастроянни, Клаудия Кардинале, Клод Брассер           | Главный приз МКФ в Локарно                                           |                                                                        |
| 1960                | Глупый день                                                           | La giornata balorda                               | Жан Сорель, Леа Массари, Изабель Кори                          |                                                                      |                                                                        |
| 1961                | Ла Виачча (Бездорожье)                                                | La viaccia                                        | Жан-Поль Бельмондо, Клаудия Кардинале, Пьетро Джерми           | номинация на Главный приз Каннского кинофестиваля                    |                                                                        |
| 1961                | 1962                                                                  | Дряхлость                                         | Senilità                                                       | Энтони Франчоза, Клаудия Кардинале, Бетси Блэр                       | + соавтор сценария; премия за режиссуру на МКФ в Сан-Себастьяне (1962) |
| Агостино            | 1962                                                                  | Agostino                                          | Паоло Коломбо, Ингрид Тулин, Джон Сэксон                       | + соавтор сценария (в титрах не указан)                              |                                                                        |
| 1963                | Коррупция                                                             | La corruzione                                     | Ален Кюни, Розанна Скьяффино, Жак Перрен                       |                                                                      |                                                                        |
| 1964                | Моя госпожа (фильм из 4-х новелл)                                     | La mia signora                                    | Альберто Сорди, Сильвана Мангано                               | постановщик 2-х новелл: «Мой дорогой» и «Лючиана»                    |                                                                        |
| 1964                | Женщина — это что-то изумительное (фильм из 4-х новелл)               | La donna è una cosa meravigliosa                  | Сандра Мило, Беба Лончар                                       | постановщик 2-х новелл: «Женщина сладкая, сладкая» и «Белый кит»     |                                                                        |
| 1965                | Куколки (фильм из 4-х новелл)                                         | Le bambole                                        | Джина Лоллобриджида, Жан Сорель, Аким Тамирофф                 | постановщик новеллы «Монсеньор Амур»                                 |                                                                        |
| 1965                | Три лица (фильм из 3-х новелл)                                        | I tre volti                                       | Хосе Луис де Вильялонга, Ричард Харрис                         | постановщик новеллы «Знаменитые влюбленные»                          |                                                                        |
| 1966                | Феи (фильм из 4-х новелл)                                             | Le fate                                           | Рэкел Уэлч, Жан Сорель                                         | постановщик новеллы «Фея Елена»                                      |                                                                        |
| 1967                | Ведьмы (фильм из 5-ти новелл)                                         | Le streghe                                        | Сильвана Мангано, Альберто Сорди                               | + соавтор сценария; постановщик новеллы «Чувство гражданского долга» |                                                                        |
| 1967                | Древнейшая профессия в мире (фильм из 6-ти новелл)                    | Le plus vieux métier du monde                     | Эльса Мартинелли, Гастоне Москин, Джанкарло Кобелли            | постановщик новеллы «Любовь римлянина»                               |                                                                        |
| 1967                | Мадемуазель де Мопен                                                  | Madamigella di Maupin                             | Катрин Спаак, Робер Оссейн, Томас Милиан                       | премия за режиссуру на МКФ в Сан-Себастьяне                          |                                                                        |
| 1967                | Арабелла                                                              | Arabella                                          | Вирна Лизи, Джеймс Фокс, Терри-Томас                           |                                                                      |                                                                        |
| 1968                | Каприччио по-итальянски (фильм из 6-ти новелл)                        | Capriccio all’italiana                            | Сильвана Мангано, Ира фон Фюрстенберг, Вальтер Кьяри           | постановщик 2-х новелл: «Почему?» и «Ревность»                       |                                                                        |
| 1969                | Прекрасный ноябрь                                                     | Un bellissimo novembre                            | Джина Лоллобриджида, Габриэле Ферцетти, Андре Лоуренс          |                                                                      |                                                                        |
| 1969                | Абсолютное естество                                                   | L’assoluto naturale                               | Лоуренс Харви, Сильва Кошина, Иза Миранда                      | + соавтор сценария                                                   |                                                                        |
| 1970-е годы         |                                                                       |                                                   |                                                                |                                                                      |                                                                        |
| 1970                | Метелло                                                               | Metello                                           | Массимо Раньери, Оттавия Пикколо, Лючия Бозе                   | + соавтор сценария; премия «Давид» Донателло за лучший фильм         |                                                                        |
| 1971                | Бубу                                                                  | Bubù                                              | Массимо Раньери, Оттавия Пикколо, Джиджи Пройетти              | + соавтор сценария                                                   |                                                                        |
| 1972                | Обвинение в самоубийстве одного студента                              | Imputazione di omicidio per uno studente          | Массимо Раньери, Мартин Болсам, Валентина Кортезе              |                                                                      |                                                                        |
| 1974                | Случаи из жизни приличных людей                                       | Fatti di gente perbene                            | Катрин Денёв, Джанкарло Джаннини, Фернандо Рей                 | + соавтор сценария; премия Давид Донателло за лучший фильм           |                                                                        |
| 1975                | Либера, любовь моя!                                                   | Libera, amore mio…                                | Клаудия Кардинале, Бруно Черино, Филипп Леруа                  | + соавтор сценария                                                   |                                                                        |
| 1975                | По древним ступеням                                                   | Per le antiche scale                              | Марчелло Мастроянни, Марта Келлер, Барбара Буше                | специальный приз жюри на МКФ в Локарно                               |                                                                        |
| 1976                | Наследство Феррамонти                                                 | L’eredità Ferramonti                              | Энтони Куинн, Фабио Тести, Доминик Санда                       | номинация на главный приз Каннского кинофестиваля                    |                                                                        |
| 1977                | Большое варево                                                        | Gran bollito                                      | Шелли Уинтерс, Макс фон Сюдов, Лаура Антонелли                 |                                                                      |                                                                        |
| 1978                | Куда ты едешь в отпуск? (фильм из 3-х новелл)                         | Dove vai in vacanza?                              | Уго Тоньяцци, Стефания Сандрелли, Пьетро Брамбилла             | постановщик новеллы «Я буду целиком принадлежать тебе»               |                                                                        |
| 1980-е годы         |                                                                       |                                                   |                                                                |                                                                      |                                                                        |
| 1981                | Подлинная история дамы с камелиями                                    | La storia vera della signora dalle camelie        | Изабель Юппер, Джан Мария Волонте, Бруно Ганц                  |                                                                      |                                                                        |
| 1982                | Пармская обитель (ТВ мини-сериал)                                     | La certosa di Parma                               | Марта Келлер, Джан Мария Волонте, Андреа Оччипинти             |                                                                      |                                                                        |
| 1986                | Венецианка                                                            | La venexiana                                      | Лаура Антонелли, Моника Гуэрриторе, Джейсон Коннери            | + соавтор сценария                                                   |                                                                        |
| 1987                | Прощай, Москва                                                        | Mosca addio                                       | Лив Ульман, Даниэль Ольбрыхский, Орор Клеман                   | + соавтор сценария; приз экуменического жери МКФ в Монреале          |                                                                        |
| 1988                | Равнодушные (ТВ)                                                      | Gli indifferenti                                  | Лив Ульман, Питер Фонда, Софи Уорд                             | + соавтор сценария                                                   |                                                                        |
| 1989                | 12 режиссёров о 12-ти городах (документальный, фильм из 12-ти новелл) | 12 registi per 12 città                           |                                                                | постановщик новеллы «Палермо»                                        |                                                                        |
| 1990-е годы         |                                                                       |                                                   |                                                                |                                                                      |                                                                        |
| 1991                | Мужья и любовники                                                     | La villa del venerdì                              | Джулиан Сэндс, Джоанна Пакула, Чеки Карио                      |                                                                      |                                                                        |
| 1995                | Семейные воспоминания (ТВ мини-сериал)                                | La famiglia Ricordi                               | Серджо Альбелли, Лука Барбарески, Франческо Барилли            |                                                                      |                                                                        |